# Agrupació Regionalista Alacantina
L'Agrupació Regionalista Alacantina (ARA) va ser una entitat alacantina fundada l'octubre de 1933 que tenia per objectiu la unificació i l'autonomia del País Valencià i que tenia entre els seus membres més destacats Ángel Pascual com a president, Emili Costa com a president segon, Enric Valor com a secretari, Josep Ferrándiz o Josep Coloma.
El juliol de 1934 va organitzar al saló de festes de l'Ateneu, els actes de cloenda de la Tercera Setmana Cultural Valenciana, presidida per l'alcalde alacantí Llorenç Carbonell; per Eliseu Gómez, directiu de l'Ateneu i germà de Nicolau Primitiu; i per Sanchis Zabalza, foguerer major.
L'agrupació va ser la promotora del canvi de nom de l'actual plaça dels cavalls (anomenada en aquell moment plaça de la independència) pel de plaça de Catalunya, en homenatge al territori germà que acabava d'aconseguir un estatut d'autonomia, que va ser aprovat pel consistori el 27 de juliol de 1934, amb Carbonell d'alcalde.
L'entitat va estar lligada al periòdic El Tio Cuc i va tindre bones relacions amb l'Agrupació Valencianista Republicana.